# Carlos Beneski
Carlos Beneski fue un militar polaco-mexicano y noble polaco que había sido parte del Ejército prusiano durante las Guerras napoleónicas donde obtuvo el grado de coronel. En su exilio europeo, Agustín de Iturbide, el primer Emperador mexicano, lo conoció cuando concibió imitar a Napoleón en su regreso triunfal de los 100 días ignorando que el Congreso Mexicano había decretado su muerte. El 14 de julio de 1824 arribó la goleta "Springs" y desembarcaron muy cerca de la desembocadura del río Soto la Marina. El gobernador Felipe de la Garza, que había prometido unirse a él, detuvo a Iturbide y lo trasladó al poblado de Soto la Marina, junto a sus acompañantes, un sobrino y Carlos Beneski, quien había combatido antes en las guerras napoleónicas y fue a dar con sus huesos a un calabozo.
El juicio fue sumario y el consumador en 1821 de la Independencia de México cayó fusilado una mañana fría, no sin antes haber defendido a su amigo polaco, “más inocente que yo”, declaró. A Beneski lo arrojaron a una mazmorra, él se defendió a su vez escribiendo:
“Detesto altamente los gobiernos monárquicos despóticos; declaro francamente ante Dios que ve los corazones, que nunca hubiera acompañado al ex Emperador de México si lo hubiera creído un déspota enemigo de la libertad”.

## Al frente del Colegio Militar
Ahí languidecía pero el gobierno mexicano le ofreció la libertad a cambio de que ayudara a organizar el Colegio Militar al cual le dio la impronta prusiana, tradición a la que le rendirían honor los cadetes de la guerra de 1847.

### Batalla de Tampico contra la invasión de Barradas
Participó en la batalla de Tampico en 1829. Durante la invasión de Barradas, se dio la primera acción de comando militar de nuestro país. Carlos Beneski y 40 soldados mexicanos se apoderaron —sigilosamente y bajo una fuerte lluvia, yendo en cuatro lanchas— de la Balandra española en la desembocadura del río Pánuco, el barco fue remontado a pesar del bombardeo desde el campamento español, hasta el fortín mexicano, lo cual fue decisivo para derrotar a los invasores al arrebatarles el control del río. En 1833, fue incluido en la Ley del Caso la cual ordenaba el destierro a los opositores del régimen reformista de Valentín Gómez Farías, no obstante la ley sería derogada por el Plan de Cuernavaca al implementarse el régimen centralista.
Antonio López de Santa Anna estimó mucho a Beneski y lo hizo Jefe Político del entonces territorio de Colima a finales de 1835. Su acto de gobierno más notable en el territorio colimense, sin embargo, fue ordenar al comandante de la policía el 3 de diciembre de 1835, que pasara por las armas a todos los perros callejeros, pues consideraba que su presencia constituía un ataque a la moral pública. Con ese cargo fue llamado para combatir en la Independencia de Texas. Beneski organizó una leva a la que sometió a la disciplina prusiana, fustigando a los conscriptos, la mayor parte desnutridos e ignorantes de esa dura tradición militar.

### Muerte
Después del desastre de esa guerra, Beneski regresó a Colima deprimido porque unos bandidos -los independentistas texanos- hubieran derrotado finalmente al Ejército mexicano al cual había contribuido a preparar. Así que, lastimado en su honor, después de escribir una larga carta de despedida a una hermana suya, condesa en Polonia, donde reafirmaba su amor por su nueva Patria mexicana, a la que amó a pesar del desordenado y poco prusiano pueblo mexicano. Una noche reunió a los hombres de su Estado Mayor, bebió pulque con ellos y rememoró en camaradería las difíciles jornadas vividas. Luego se retiró a su cuarto y se pegó un tiro. En una de sus cartas había escrito: “Recuerdo los bosques de mi tierra polaca, pero he aprendido a amar a México, hasta la muerte”. En México no hay referencias públicas para conmemorarle.